# Рыжов, Михаил Иванович (Герой Советского Союза)
Михаил Иванович Рыжов (6 ноября 1922, Урахча, Татарская АССР — 12 апреля 1988, Кривой Рог, Днепропетровская область) — советский военный деятель, полковник, Герой Советского Союза.

## Биография
Родился 6 ноября 1922 года в селе Урахча ныне Рыбно-Слободского района Республики Татарстан.
В 1940 году окончил два курса техникума механизации сельского хозяйства и аэроклуб.

### Военная служба
В 1940 году был призван в ряды РККА.
В 1944 году окончил Чкаловскую военную авиационную школу лётчиков в Оренбурге.
С июня 1944 по май 1945 года служил лётчиком и командиром звена 103-го штурмового авиационного полка (230-я штурмовая авиационная дивизия, 4-я воздушная армия). Принимал участие в освобождении БССР и Польши, а также в Восточно-Прусской наступательной операции. За время войны Рыжов совершил 123 боевых вылета, среди которых 30 в качестве ведущего, на штурмовике Ил-2 на штурмовку и бомбардировку скоплений живой силы и техники противника. Член ВКП(б) с 1945 года.
Указом Президиума Верховного Совета СССР от 15 мая 1946 года за мужество и героизм, проявленные в боях, лейтенанту Михаилу Ивановичу Рыжову присвоено звание Героя Советского Союза с вручением ордена Ленина и медали «Золотая Звезда» (№ 8095).
В 1975 году полковник Михаил Иванович Рыжов вышел в запас.
Жил в городе Кривой Рог, где и умер 12 апреля 1988 года.

## Награды
- Медаль «Золотая Звезда»;
- орден Ленина;
- дважды орден Красного Знамени (1944, 1945);
- дважды орден Отечественной войны 1-й степени (1945, 1985);
- орден Красной Звезды (1956);
- медали.

## Память
- Имя на Стеле Героев в Кривом Роге.